# کشتی مین‌جمع‌کن کلاس ژنیا
کشتی مین‌جمع‌کن کلاس ژنیا (به انگلیسی: Zhenya-class minesweeper) یک کلاس از کشتی است که طول آن 42.4 meters می‌باشد.